# 麻日乡
麻日乡，是中华人民共和国四川省甘孜藏族自治州新龙县下辖的一个乡镇级行政单位。

## 行政区划
麻日乡下辖以下地区：
麦坝村、扎古村、得坝村、巴河村、南多村和下依村。